# 見物
| ウィキペディアには「見物」という見出しの百科事典記事はありません（タイトルに「見物」を含むページの一覧/「見物」で始まるページの一覧）。 代わりにウィクショナリーのページ「見物」が役に立つかもしれません。 |